# Протасов, Пётр Ефимович
Пётр Ефимович Протасов (28 августа 1907, Перелазы, Черниговская губерния, Российская империя — 12 октября 1966, Магнитогорск, Челябинская область, РСФСР, СССР) — советский рабочий-металлург, машинист завалочной машины мартеновского цеха Магнитогорского металлургического комбината. Герой Социалистического Труда (1958 год).

## Биография
Родился в селе Перелазы Черниговской губернии (ныне — Брянская область Российской Федерации). В крестьянской семье Протасовых было четверо детей, но в 1917 году родители Петра Протасова умерли, и воспитанием его самого и его брата и сестёр занимался дед.
Работал батраком, поводырём у слепого, шахтёром в Донецке, а в 1928 году устроился чернорабочим на Мариупольский металлургический завод (ныне Донецкая область Украины).
В августе 1932 года в составе группы металлургов Мариупольского металлургического завода приехал на Магнитострой. Протасова и его товарищей поселили в одном из новых двухэтажных домов поселка Щитовые. Начал работу на строительной площадке первого мартеновского цеха Магнитогорского металлургического комбината. Протасов работал в бригаде монтажников разливочного крана. Работы производились под руководством американского инженера, который был поражен универсальностью и альтруизмом советских рабочих.
Учился у известного магнитогорского металлурга, машиниста завалочной машины Ивана Григорьевича Крячко. Протасов участвовал в завалке первой плавки стали мартеновского цеха № 1, что позволило 8 июля 1933 года получить первую магнитогорскую сталь. Выполнял свою работу намного быстрее принятых норм, что позволяло ускорить процесс плавления стали.
В 1958 году стал одним из первых магнитогорцев, которым было присвоено звание Героя Социалистического Труда.
Пётр Ефимович Протасов отличался высоким профессионализмом, трудолюбием и ответственностью. Подготовил несколько десятков квалифицированных рабочих. За свою работу был награждён несколькими орденами и медалями.
Пётр Ефимович жил в посёлке имени Чапаева, избирался депутатом городского Совета трудящихся, благодаря его усилиям было благоустроено и заасфальтировано несколько улиц посёлка Чапаева, а в посёлок провели водопровод.
Умер 12 октября 1966 года, похоронен на Левобережном кладбище города Магнитогорска.
Именем Протасова был назван переулок в частном секторе Левобережной части города, где он проживал со своей семьёй.

## Награды
- Герой Социалистического Труда (Указ Президиума Верховного Совета СССР 19 июля 1958 года, орден Ленина и медаль «Серп и Молот») — за выдающиеся успехи, достигнутые в деле развития чёрной металлургии[7]
- орден «Знак Почёта» (1952)[12]